# Керування (лінгвістика)
Керува́ння (термін — калька рос. управление) — тип підрядного зв'язку між складниками словосполучення, за якого залежне слово (без прийменника чи з прийменником) ставлять у певному відмінку, якого потребує головне слово. Наприклад, допомогти другові, учні школи. У першому випадку залежне слово, позначене жирним шрифтом, стоїть у давальному відмінку, бо такої форми потребує головне; у другому — у формі родового.

## Типи керування

### Залежно від морфологічної природи головного слова
Залежно від частиномовної належності головного слова виділяють такі типи керування:
- Дієслівне (крутить педалі, читати газету)
- Іменникове (написання статті, розбір речення)
- Прикметникове (схожий на батька)
- Керування слів категорії стану (смішно учням, видно село)

### За відсутністю чи наявністю у структурі словосполучення прийменника
У вітчизняній мовознавчій літературі розрізняють безприйменникові та прийменникові керування. Якщо залежне слово вживається у певній відмінковій формі без прийменника, то таке керування прийнято називати безприйменниковим, або безпосереднім (читати книжку). Якщо ж залежне слово вжито з тим чи іншим прийменником, то такий тип керування називають прийменниковим, або опосередкованим (чай з медом).

### За характером підрядного зв'язку
За характером підрядного зв'язку виокремлюють сильне та слабке керування. Сильне керування буває тоді, коли головне слово — перехідне дієслово, а залежне слово стоїть у таких відмінкових формах: 1) знахідного відмінка без прийменника (знайти книжку, мити машину); 2) родового відмінка без прийменника при заперечному перехідному дієслові (не знати втоми); 3) родового відмінка частковості без прийменника (випити води). У решті випадків керування слабке.